# Neckeropsis villae-ricae
Neckeropsis villae-ricae là một loài Rêu trong họ Neckeraceae. Loài này được (Besch.) Broth. miêu tả khoa học đầu tiên năm 1925.